# سوقویشان
سوقویشان نام منطقه‌ای در جمهوری آذربایجان که شورای کبیر مغان در آنجا تشکیل شد و منجر به خاتمه سلسله صفویه و به سلطنت رسیدن نادر شاه افشار گردید. نام کنونی این منطقه صابر آباد است و در محل التقاء رودخانه های ارس و کر قرار دارد.